# Lemainville
Lemainville est une commune française située dans le département de Meurthe-et-Moselle, en région Grand Est.

## Géographie
|                         | Voinémont      |        |
| Ceintrey                | Lemainville    | Benney |
| Gerbécourt-et-Haplemont | Ormes-et-Ville |        |

### Hydrographie
La commune est dans le bassin versant du Rhin au sein du bassin Rhin-Meuse. Elle est drainée par le Grand Ruisseau, le Madon, le ruisseau d'Amecourt, le ruisseau de l'Embanie et le ruisseau des Vaux,.

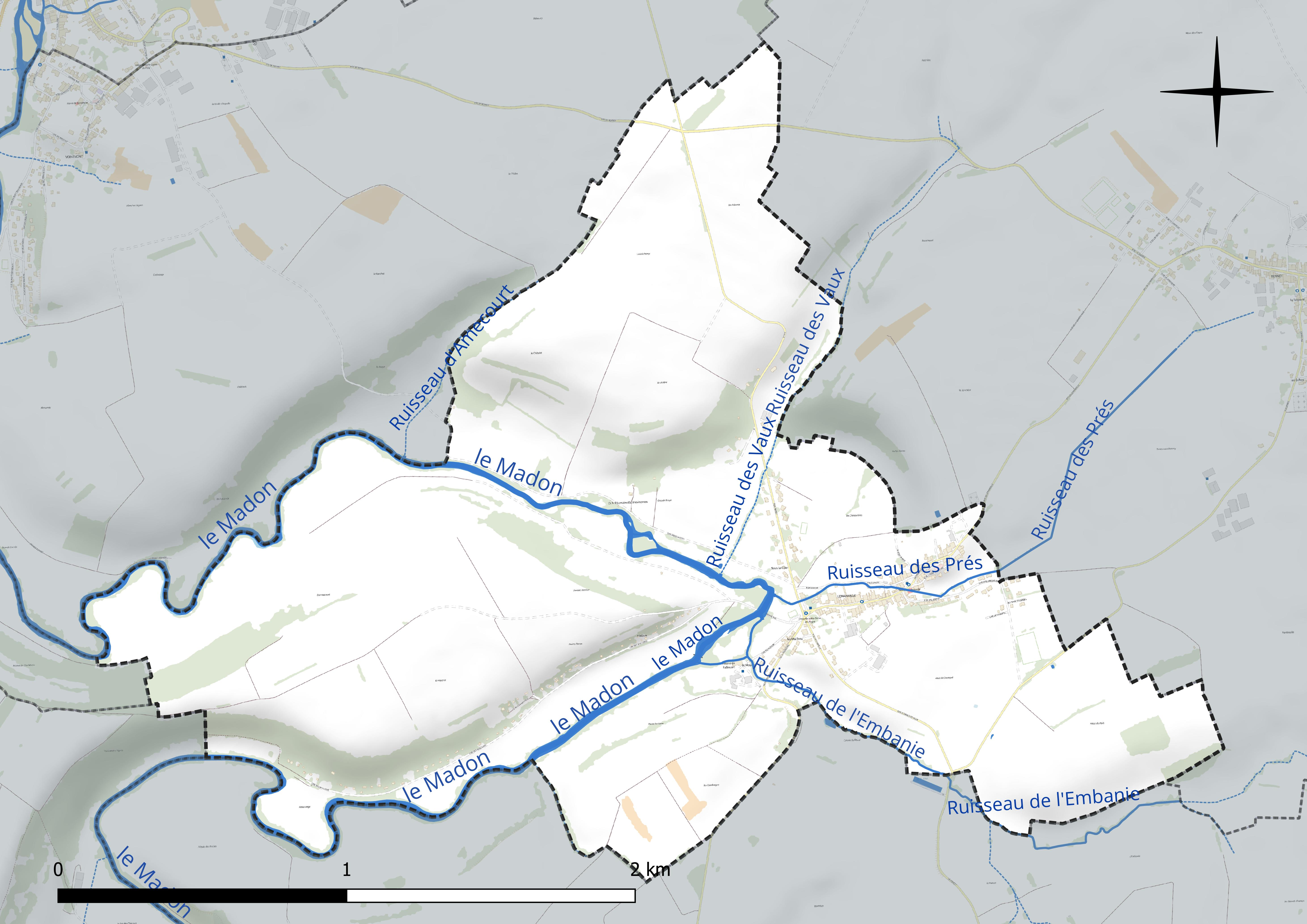
Réseau hydrographique de Lemainville.

### Climat
Pour des articles plus généraux, voir Climat du Grand Est et Climat de Meurthe-et-Moselle.
En 2010, le climat de la commune est de type climat des marges montargnardes, selon une étude du Centre national de la recherche scientifique s'appuyant sur une série de données couvrant la période 1971-2000. En 2020, Météo-France publie une typologie des climats de la France métropolitaine dans laquelle la commune est exposée à un climat semi-continental et est dans la région climatique  Lorraine, plateau de Langres, Morvan, caractérisée par un hiver rude (1,5 °C), des vents modérés et des brouillards fréquents en automne et hiver. 
Pour la période 1971-2000, la température annuelle moyenne est de 9,8 °C, avec une amplitude thermique annuelle de 17 °C. Le cumul annuel moyen de précipitations est de 841 mm, avec 12,4 jours de précipitations en janvier et 9,4 jours en juillet. Pour la période 1991-2020, la température moyenne annuelle observée sur la station météorologique de Météo-France la plus proche, « Nancy-Essey », sur la commune de Tomblaine à 20 km à vol d'oiseau, est de 11,0 °C et le cumul annuel moyen de précipitations est de 746,3 mm. 
La température maximale relevée sur cette station est de 40,1 °C, atteinte le 24 juillet 2019 ; la température minimale est de −24,8 °C, atteinte le 21 février 1956,,. 
Les paramètres climatiques de la commune ont été estimés pour le milieu du siècle (2041-2070) selon différents scénarios d'émission de gaz à effet de serre à partir des nouvelles projections climatiques de référence DRIAS-2020. Ils sont consultables sur un site dédié publié par Météo-France en novembre 2022.

## Urbanisme

### Typologie
Au 1er janvier 2024, Lemainville est catégorisée commune rurale à habitat dispersé, selon la nouvelle grille communale de densité à sept niveaux définie par l'Insee en 2022.
Elle est située hors unité urbaine. Par ailleurs la commune fait partie de l'aire d'attraction de Nancy, dont elle est une commune de la couronne,. Cette aire, qui regroupe 353 communes, est catégorisée dans les aires de 200 000 à moins de 700 000 habitants,.

### Occupation des sols
L'occupation des sols de la commune, telle qu'elle ressort de la base de données européenne d’occupation biophysique des sols Corine Land Cover (CLC), est marquée par l'importance des territoires agricoles (91,4 % en 2018), une proportion identique à celle de 1990 (91,4 %). La répartition détaillée en 2018 est la suivante : prairies (52,8 %), terres arables (38,6 %), zones urbanisées (5,7 %), forêts (2,9 %). L'évolution de l’occupation des sols de la commune et de ses infrastructures peut être observée sur les différentes représentations cartographiques du territoire : la carte de Cassini (XVIIIe siècle), la carte d'état-major (1820-1866) et les cartes ou photos aériennes de l'IGN pour la période actuelle (1950 à aujourd'hui).

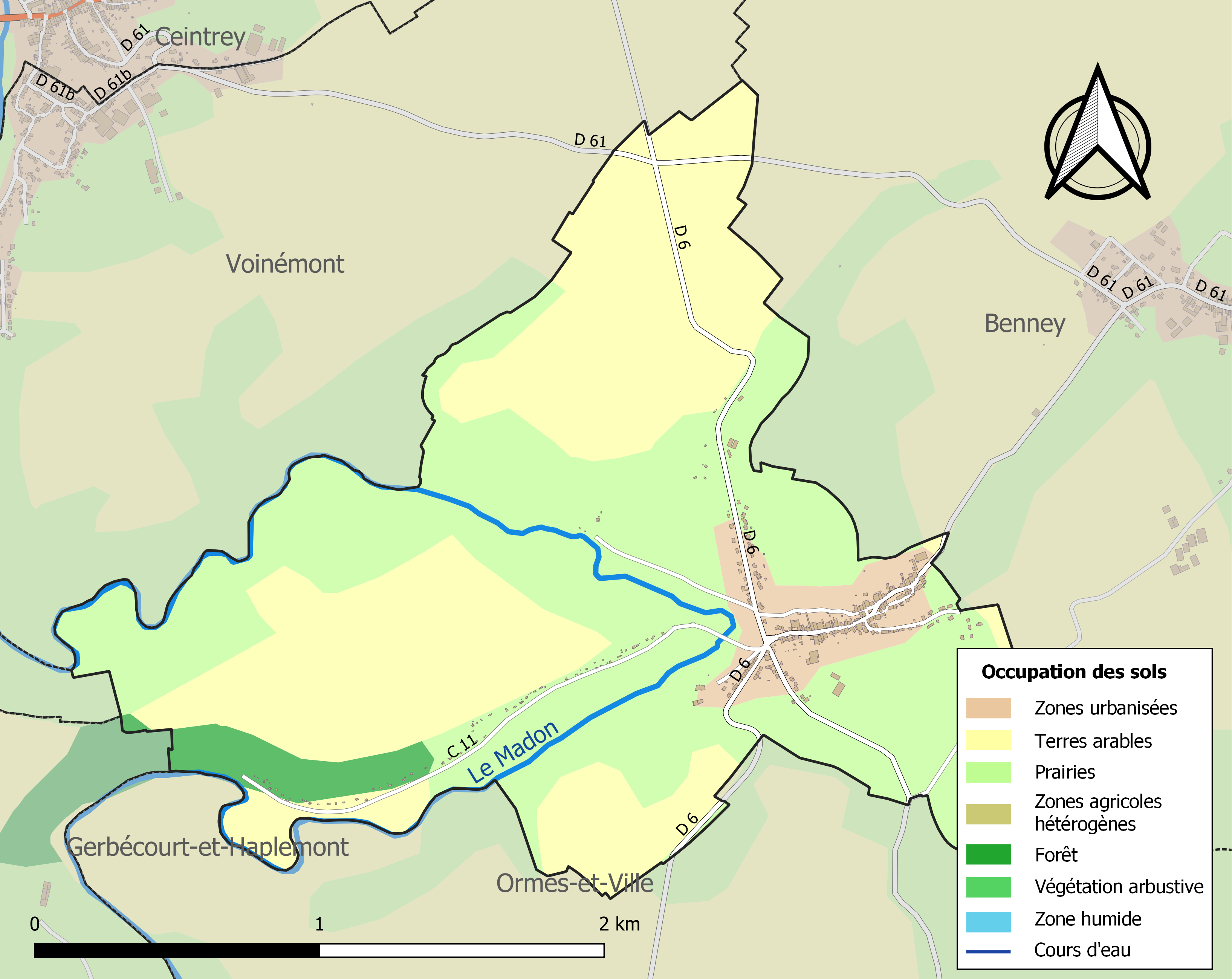
Carte des infrastructures et de l'occupation des sols de la commune en 2018 (CLC).

## Histoire
- Mention en 1142 de l'alleu de Limeville.
- Thierry de Lemainville, abbé de Belchamp, reconstruisit au XVIe siècle le monastère détruit par les Suédois.

## Politique et administration

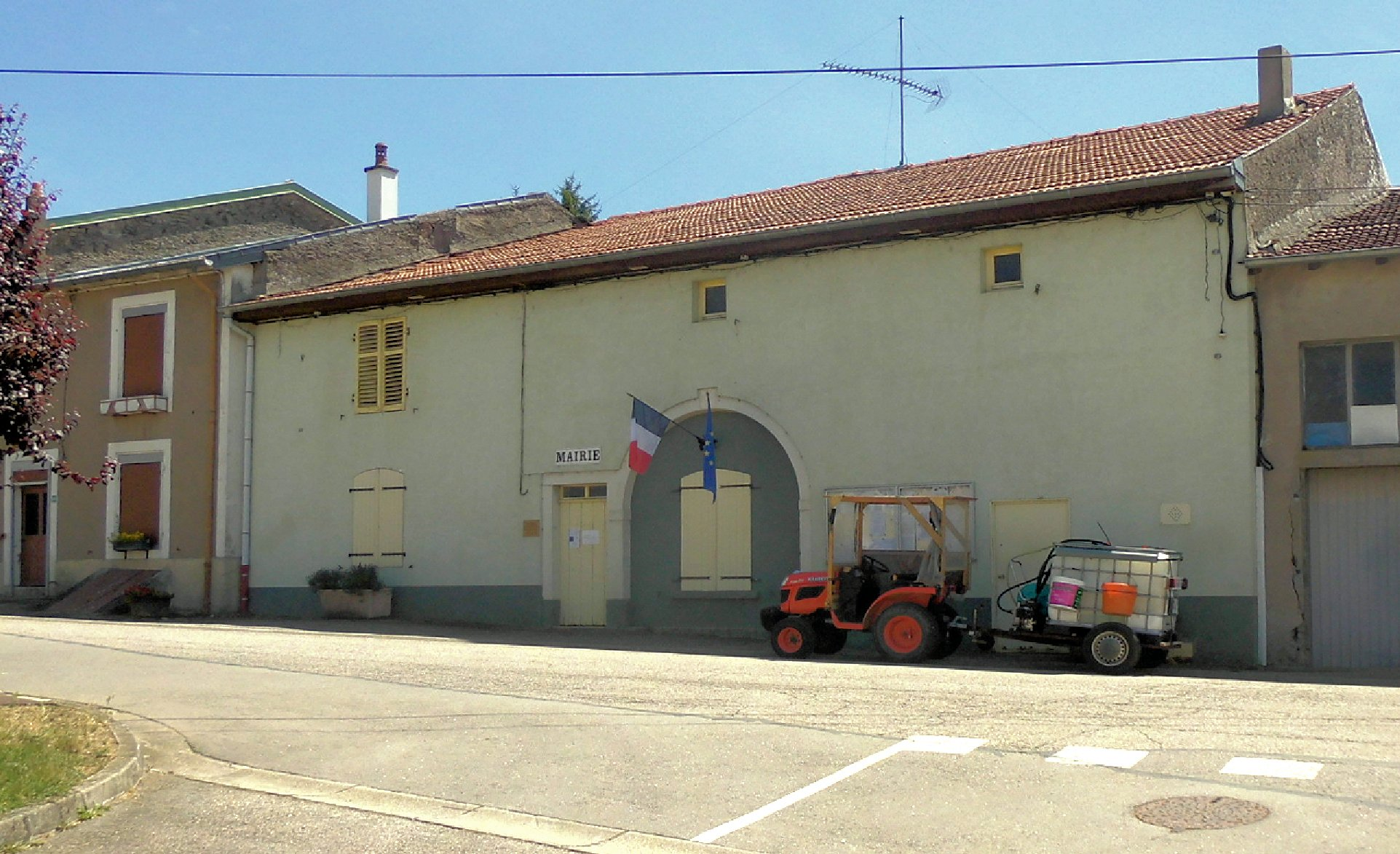
La mairie.

| Période                                  | Période    | Identité            | Étiquette | Qualité    |
| ---------------------------------------- | ---------- | ------------------- | --------- | ---------- |
| Les données manquantes sont à compléter. |            |                     |           |            |
| mars 2001                                | avril 2014 | Gérard Gegout       |           |            |
| mars 2014                                | mai 2020   | Jocelyne Gabriel    |           |            |
| mai 2020                                 | En cours   | Sébastien Daviller, |           | Technicien |

## Population et société

### Démographie
L'évolution du nombre d'habitants est connue à travers les recensements de la population effectués dans la commune depuis 1793. Pour les communes de moins de 10 000 habitants, une enquête de recensement portant sur toute la population est réalisée tous les cinq ans, les populations de référence des années intermédiaires étant quant à elles estimées par interpolation ou extrapolation. Pour la commune, le premier recensement exhaustif entrant dans le cadre du nouveau dispositif a été réalisé en 2004.

En 2022, la commune comptait 414 habitants, en évolution de +11,29 % par rapport à 2016 (Meurthe-et-Moselle : −0,13 %, France hors Mayotte : +2,11 %).
| 1793 | 1800 | 1806 | 1821 | 1831 | 1836 | 1841 | 1846 | 1851 |
| ---- | ---- | ---- | ---- | ---- | ---- | ---- | ---- | ---- |
| 285  | 345  | 338  | 412  | 402  | 415  | 408  | 407  | 406  |

| 1856 | 1861 | 1872 | 1876 | 1881 | 1886 | 1891 | 1896 | 1901 |
| ---- | ---- | ---- | ---- | ---- | ---- | ---- | ---- | ---- |
| 389  | 415  | 409  | 394  | 380  | 344  | 325  | 330  | 329  |

| 1906 | 1911 | 1921 | 1926 | 1931 | 1936 | 1946 | 1954 | 1962 |
| ---- | ---- | ---- | ---- | ---- | ---- | ---- | ---- | ---- |
| 319  | 288  | 241  | 244  | 243  | 244  | 202  | 225  | 236  |

| 1968 | 1975 | 1982 | 1990 | 1999 | 2004 | 2006 | 2009 | 2014 |
| ---- | ---- | ---- | ---- | ---- | ---- | ---- | ---- | ---- |
| 226  | 244  | 252  | 274  | 318  | 324  | 317  | 343  | 371  |

| 2019 | 2022 | - | - | - | - | - | - | - |
| ---- | ---- | - | - | - | - | - | - | - |
| 379  | 414  | - | - | - | - | - | - | - |

## Culture locale et patrimoine

### Lieux et monuments

#### Édifices civils

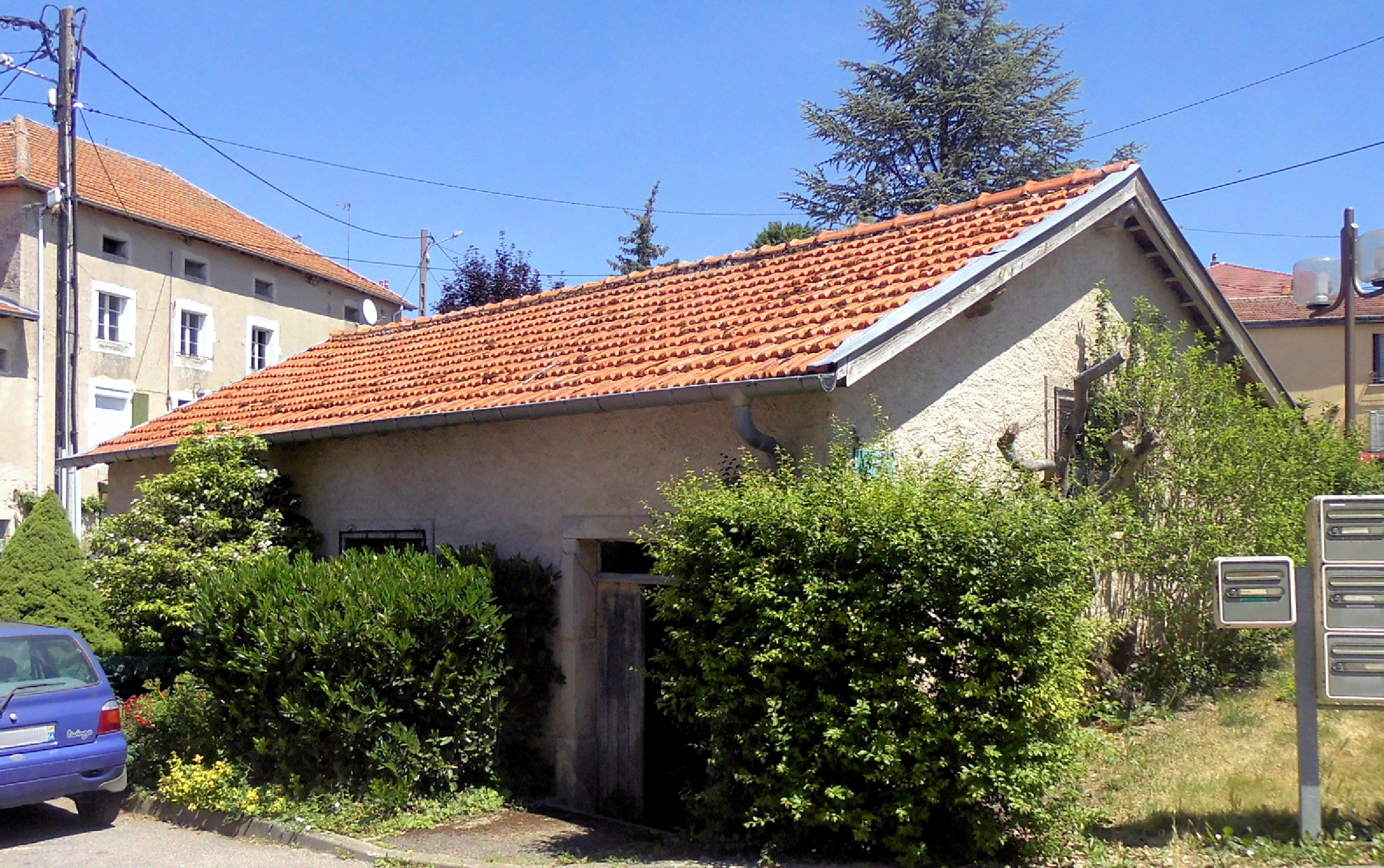
Lavoir en face de la mairie.

- Trois fontaines monumentales, de la fin du XIXe siècle, faites à Varigney, Haute-Saône.
- Lavoir 2e moitié du XIXe siècle, à l'emplacement d'un guéoir, en face de la mairie
- Lavoir « en bas du village », milieu XXe siècle, alimenté par le trop-plein de la fontaine, qui a remplacé une grande auge placée contre cette fontaine
- Restes d'un moulin (Moulin de Fallouard) existant depuis le Moyen Âge, il a brûlé au XVIIIe siècle et fut rebâti. Au XIXe siècle moulin à tan, et a servi vers 1913 à faire de l'électricité
- Emplacement du moulin de Jambon, datant lui aussi du Moyen Âge

#### Édifices religieux
- Église Saint-Georges (1840), qui a remplacé une église en mauvais état et qui était trop petite. De l'église précédente il reste une pietà qui se trouvait dans une chapelle Notre-Dame de pitié fondée le 13 mars 1507 par Jehan Warin dit Jardoille et sa femme Isabelle (ce nom est devenu Gerdolle) et un tableau représentant saint Georges patron de la paroisse par Raymond Constant en 1629.
- Chapelle Notre-Dame-des-Anges relevée par Marie Anne Grillot en 1767 sous le vocable de ND des Anges (NB cette dame était religieuse et elle a utilisé ses biens  pour faire rebâtir cette chapelle  et une croix de dévotion  se trouvant sur la route de Nancy).

Cette chapelle était connue auparavant comme la « Chapelle des Philippe » nom d'une famille de laboureurs aisés  et ancêtres de la famille Grillot.
- Deux croix de chemin et une croix d'accident (la mère et la sœur de M.A. Grillot furent foudroyées à cet emplacement).

### Héraldique, logotype et devise
| Blason de Lemainville | Blason  | D'argent aux trois chevrons de gueules, au chef du même chargé de trois alérions du champ, à la crosse abbatiale d'azur brochant sur le tout. |
| Blason de Lemainville | Détails | Lemainville dépendait des ducs de Lorraine, d’où le chef aux armes ducales. La commune faisait partie du marquisat d’Haroué qui avait pour blason trois chevrons. L’abbaye de Flavigny y avait des biens, c’est ce qui explique la présence de la crosse abbatiale. Le statut officiel du blason reste à déterminer. |